# Ounie Lecomte
Pour les articles homonymes, voir Lecomte.
Ounie Lecomte (née en 1966 à Séoul) est une actrice et réalisatrice française d'origine coréenne.

## Biographie
Quand elle était petite, elle a été abandonnée par son père. Dans le film Une vie toute neuve elle raconte à peu près son histoire, elle  a 9 ans lorsqu’elle quitte la Corée du Sud pour la France, où elle est adoptée par une famille protestante. Elle grandit à Saint-Germain-en-Laye, puis à Saint-Raphaël et, son bac en poche, décide d'aller vivre à Paris. En 1989, elle intègre le Studio Berçot pour y suivre des cours de stylisme tout en participant à des courts métrages amateurs qui nourrissent son attrait pour le cinéma.
En 1991, elle interprète le rôle d’Agathe, une Chinoise, dans Paris s'éveille d’Olivier Assayas, avant de partir en Corée tourner Seoul Metropolis sous la direction de Seo Myung-Soo. Le film restera à l’état de projet, mais il lui permet de renouer avec son pays d’origine. De retour à Paris, elle travaille comme assistante costumière sur Une nouvelle vie d’Assayas, devient costumière sur Grande petite de Sophie Fillières, voyage un temps, jette des bribes de scripts sur le papier. Ses envies de cinéma se précisent. En 2004, elle écrit et réalise Quand le Nord est d’accord, un court-métrage sur le thème de l’avortement. La mise en scène lui apparaît alors comme une évidence. Deux ans plus tard, Ounie Lecomte entre à l’Atelier Scénario de la Fémis où elle débute l’écriture de Une vie toute neuve, son premier long-métrage, sorti en 2009 en Corée du Sud et en 2010 en France.
Elle est membre du collectif 50/50 qui a pour but de promouvoir l’égalité des femmes et des hommes et la diversité dans le cinéma et l’audiovisuel,.

## Filmographie
- 1991 : Paris s'éveille d’Olivier Assayas (actrice)
- 2004 : Quand le Nord est d’accord (scénario, réalisation)
- 2009 : Une vie toute neuve (scénario, réalisation)[6]
- 2015 : Je vous souhaite d'être follement aimée (scénario, réalisation)